# Дон Вілланс
Дональд Десброу «Дон» Вілланс (англ. Donald Desbrow Whillans; 18 травня 1933, Солфорд, Велика Британія — 4 серпня 1985, Оксфорд, Велика Британія) — британський альпініст і розробник спортивного спорядження. Учасник багатьох піонерських альпіністських експедицій у різних регіонах світу, зокрема на Аннапурну південною стіною 1970 року, що започаткувало еру екстремально складних гімалайських сходжень.
Народжений у простій робітничій сім'ї, представник «нижніх» верств англійського суспільства, Дон Вілланс, на думку його сучасників, став одним із найвеличніших альпіністів Великої Британії та символом свого часу.

## Біографія
Народився у Солфорді (Керсал) 18 травня 1933 року у сім'ї помічника бакалійника Тома Вілланса та його дружини Мері Барроуз. У юні роки займався гімнастикою, грав у регбі. Після закінчення школи став підмайстром водопровідника.

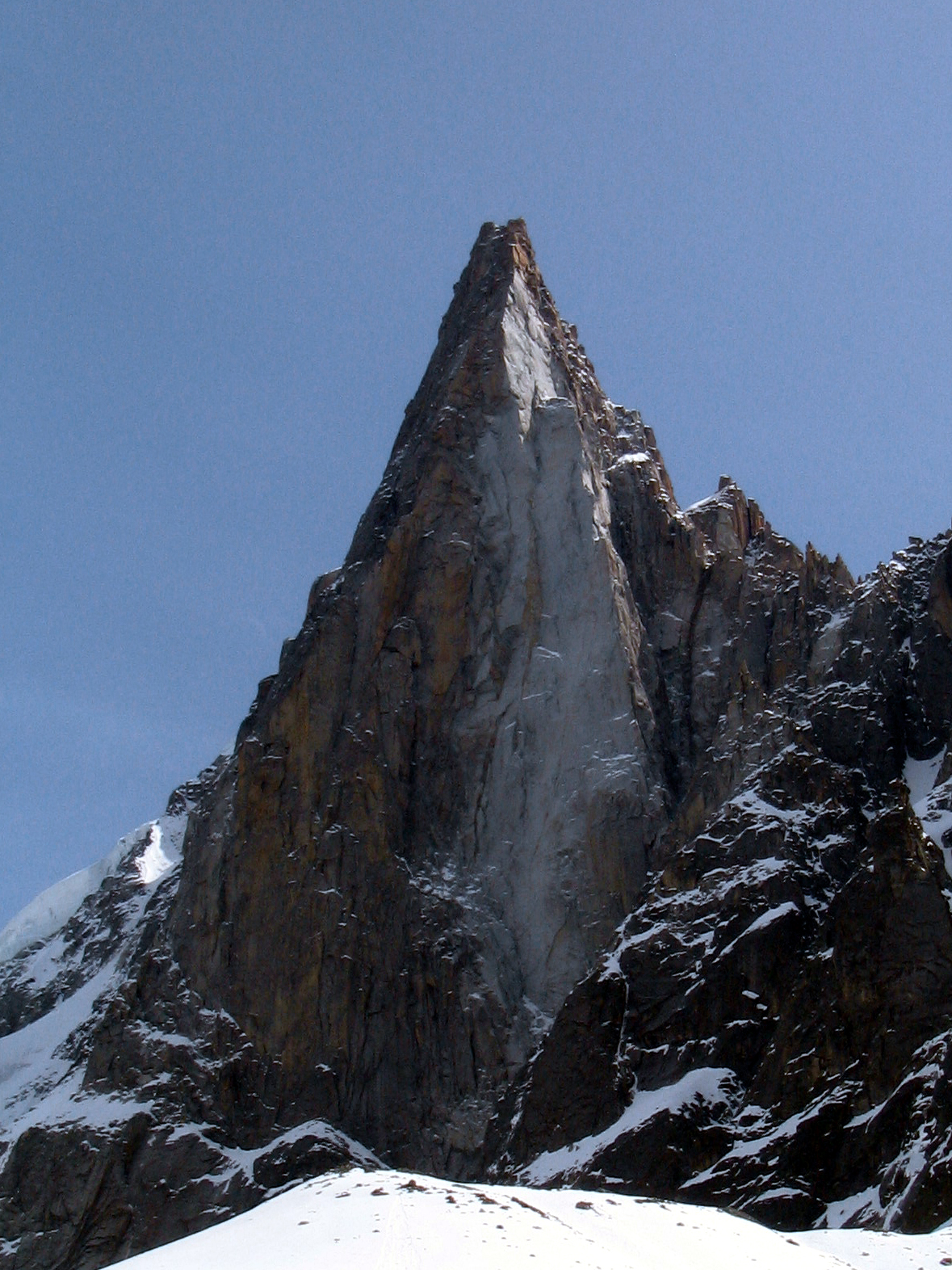
Пті-Дрю

Його захоплення скелелазінням почалося ще в шкільному віці з недільних прогулянок Пік-Дістриктом. Свій перший альпіністський маршрут, за його словами, він пройшов у 16 років (у квітні 1950 року) — The Atherton Brothers на Shining Clough. У юності ж, на скелях парку він познайомився з таким самим, як він вихідцем із простої робітничої родини Джо Брауном, подальша дружба з яким призвела до появи у 1951 році Манчестерського альпклубу Rock and Ice Club і «найвидатнішої в історії британського альпінізму» зв'язки. Його сходження, починаючи з перших, мали свій почерк і відповідали характеру Дону — були «зухвалими, безкомпромісними і на межі». Почавши з гравелітових маршрутів, Вілланс пізніше перейшов на скельні стіни у Північному Уельсі, Озерному краї та Шотландії, здійснивши першопроходження цілої низки найскладніших скельних маршрутів, як-от Sloth й інших, і які на той час стали проривом у британському повоєнному технічному альпінізмі.
Разом з Брауном Дон Вілланс зробив перше британське (третє за рахунком) сходження західною стіною піку Пті-Дрю, а у 1954 перше сходження західною стіною на Егій-де-Блетьєр. Потім здійснив багато видатних сходжень в Доломітових Альпах і масиві Монблана, як-от у 1958 році перше британське сходження по ребру Бонатті на Пті-Дрю (разом з Крісом Бонінгтоном, Полом Россом і Гемішем Макіннесом) і на Чіма-Су (італ. Cima Su Alto), кульмінацією яких стало перше проходження у 1961 році Центрального ребра Френеї (англ. Central Pillar of Freney) разом з Крісом Бонінгтоном, Єном Клафом і польським альпіністом Яном Длугошем на Монблан (однієї з останніх на той час невирішених проблем технічного альпінізму в Альпах).
На початку 1960 років разом з Бонінгтоном Вілланс зробив п'ять спроб сходження Північною стіною Айгера, але всі вони виявилися невдалими — чотири рази вони відступали через погоду, а вп'яте (1962 рік) рятували британського альпініста Браяна чий партнер зі сходження Баррі Брюстер загинув через каменепад. Когось постійно рятувати стало для Вілланса своєрідним доповненням до сходження. 1958 року на маршруті Бонатті протягом двох днів він тягнув на собі Маккінеса, якому камінь проломив череп. Як сказав пізніше Бонінгтон: «Завдяки силі та лідерським якостям Дона ми змогли піднятися і спуститися вниз… Там, на Дрю я відкрив для себе, що Дон був набагато більшим, ніж просто чудовим альпіністом… Якщо справа не ладнається, важко уявити собі кращого партнера. Він був неймовірно надійним, ніколи не смикався та зберігав почуття гумору, що дозволяло тримати ситуацію під контролем». У 1971 році на Евересті він рятував індійського сходника Харша Багуна (англ. Harsh Baguna), а 1974 року у Патагонії Міка Коффі (англ. Mick Coffey).

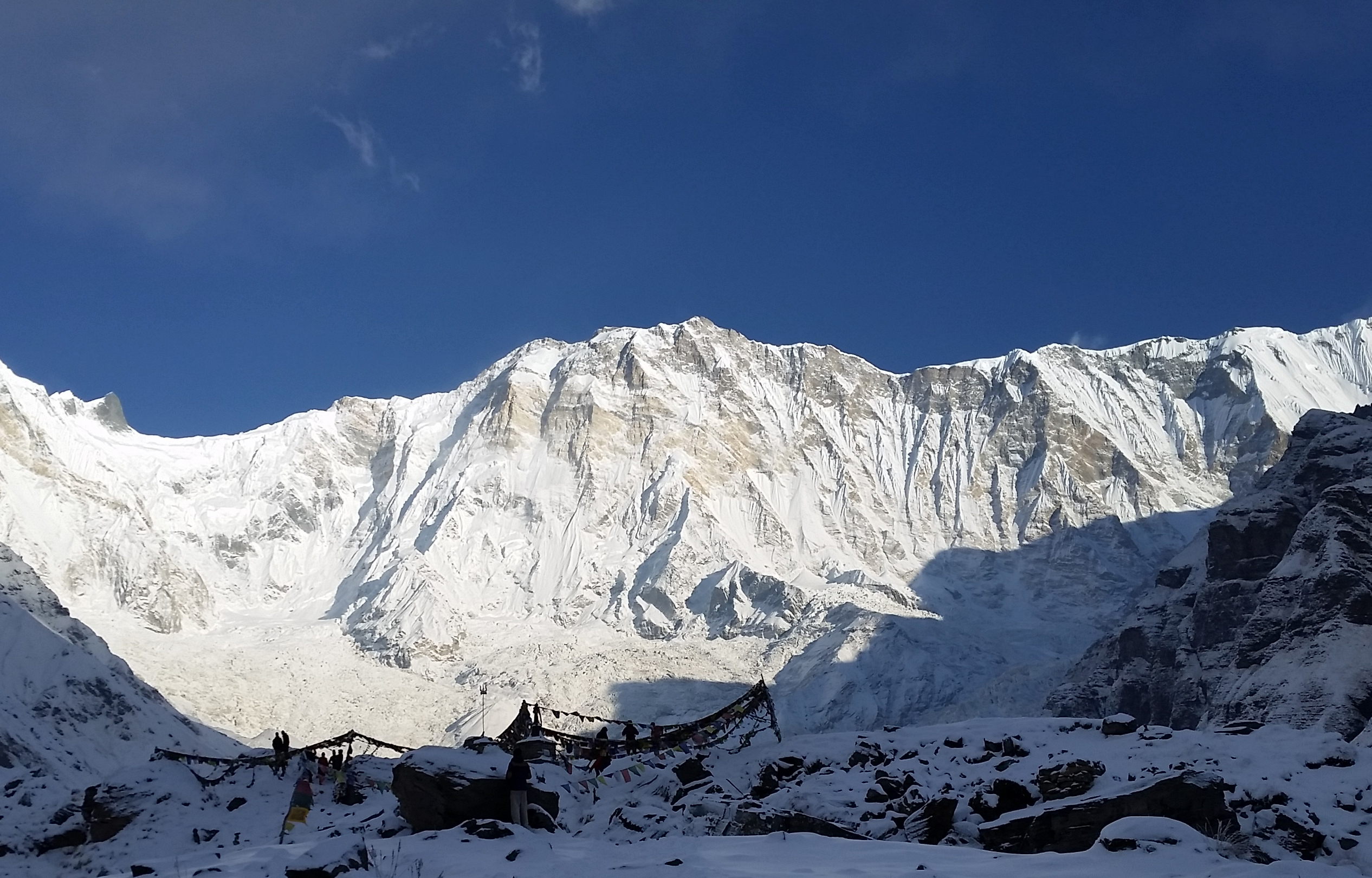
Південна стіна Аннапурни

У 1957 році Вілланс вперше побував у Гімалаях як учасник Манчестерської гімалайської експедиції на Машербрум під керівництвом Джозефа Волмслі (англ. Joseph Walmsley). Попри те, що вона закінчилася невдало (удалося досягти висоти 25 300 футів (~7600 м), Вілланс придбав у ній багатий висотний досвід. У 1960 році він увійшов до складу першої експедиції на Трівор (керівник Вілфрід Нойс), яка закінчилася успішним сходженням, проте сам Вілланс через хворобу не зміг взяти участь у фінальному штурмі: «Дон Вілланс зробив більш ніж будь-хто інший, щоб досягти вершини Трівора. І тим сумніше, що вершина відвернулася від нього». 16 січня 1963 року йому разом із Бонінгтоном підкорилася Центральна Башта масиву Кордильєра-Пайне (англ. Central Tower of Paine) у Патагонії, а восени 1964 року Вілланс очолив власну гімалайську експедицію на Гауришанкару (до її складу входили Денніс Грей, Террі Барнелл, Єн Гоуелл, Дес Гедлум і Єн Клаф але, попри всі зусилля альпіністів, через погоду та високу лавинну небезпеку вершину взяти не вдалося.
Кульмінацією кар'єри Вілланса в альпінізмі стало сходження 27 травня 1970 року разом з Дугалом Гестоном південною стіною на Аннапурну, в експедицію на яку він був запрошений Крісом Бонінгтоном попри репутацію п'яниці (але при цьому залишався британським гімалайцем, до того ж цим запрошенням Бонінгтон компенсував Віллансу образу за сходження на Айгер разом Клафом (1962 рік) після їх спільних невдалих спроб). Це сходження стало проривом в альпінізмі, започаткувавши сходження на гімалайські гіганти за новими надскладними маршрутами: «Наше сходження на Аннапурну було проривом в новий вимір … — Це початок нової ери …».
Після експедиції на Аннапурну Дон взяв участь у двох експедиціях на Еверест південно-західною стіною (1971 — міжнародної експедиції під керівництвом Нормана Диренфурта й експедиції доктора Карла Герлігкоффера (1972)), на Тірич-Мір 1975), Шивлінг (1981), Броуд-пік (1983) та низці інших.
Проте з середини 1970 років його спортивна кар'єра пішла на спад. Він багато пив і курив, задовольняючись створеним собою образом. Бонінгтон згадував, як на початку 1980 років, перед фільмуванням постановного сходження з Віллансом для телевізійного документального фільму, Дон напередодні випив пляшку віскі, і наступного дня Кріс буквально тяг його за маршрутом, який той пройшов би з легкістю. «… було дуже сумно бачити людину таких здібностей у її стані».
Дон Вілланс помер у себе вдома 4 серпня 1985 року уві сні від серцевого нападу. Йому було 52 роки.

## Особисте життя та пам'ять
Він був одним із найвеличніших альпіністів Британії та її символом.
Дон Вілланс був одружений з Одрі Віттолл (до шлюбу) (англ. Audrey Whittall). Дружина супроводжувала його у багатьох подорожах по всьому світу — на Агуха-Пойнсенот у Патагонії, на Торре-Еггер, на Уандой в Андах, по джунглях на Рорайму, а також в експедиціях в Гімалаї. Вілланс був феноменально популярним лектором, багато в чому сприяв образ мачо з робітничого класу — його простота, любов до випивки та природна дотепність. На думку біографа Вілланса Джима Перріна, а також сучасників Дона, він став, можливо, найкультовішою фігурою британського альпінізму XX століття, «який умів висловити більше життєвої мудрості в одному дотепному реченні, ніж багатьом з нас осягнути її за все життя».
Попри свої досягнення Дон Вілланс не отримав ніяких державних нагород чи почестей. Його ім'ям названо прихисток — хатина Дона Вілланса в урочищі Рокс (англ. Don Whillans Hut) парку Пік-Дістрикт (Стаффордшир), де Вілланс зробив свої перші кроки в альпінізмі (перебуває під опікою Британської ради альпінізму). У 2005 році була видана його біографія «Життя Дона Вілланса», написана Джимом Перріном (англ. The Villain: The Life of Don Whillans), а у 2014 році вийшов документальний фільм Лео Дікінсона «Дон Вілланс: Міф і легенда» (англ. Don Whillans Myth & Legend).
Крім слави, яку принесли Віллансу сходження, він також був знаний як розробник альпіністського спорядження. Серед його ноу-хау нижня страхувальна альтанка (розроблена спеціально для сходження 1970 року на Аннапурну та «класикою», що дійшла до наших днів практично без змін), штурмовий рюкзак (Karrimor Whillans Alpinist Rucksack), льодовий молоток (знаменитий Whammer, що став предтечею айс-фіфі), а також модель штормового намету — Whillan's Box.